# Quarto (Italië)
Quarto is een Italiaanse gemeente, onderdeel van de metropolitane stad Napels, wat voor 2015 nog de provincie Napels was (regio Campanië) en telt 38.573 inwoners (31-12-2004). De oppervlakte bedraagt 14,2 km², de bevolkingsdichtheid is 2531 inwoners per km².

## Geografie
Quarto grenst aan de volgende gemeenten: Giugliano in Campania, Marano di Napoli, Napoli, Pozzuoli, Villaricca, Qualiano.